# Caldogno
Caldogno es un municipio italiano de 10.815 habitantes de la provincia de Vicenza (región del Véneto).

## Historia
La historia de Caldogno está ligada a las vivencias de la familia homónima, que poseía gran parte del territorio.
El más grande de los Caldogno, que recibió los más altos honores por parte de los emperadores, fue Calderico Caldogno, consejero militar de Federico Barbarroja y su compañero de armas en la guerra contra Milán y las tropas papales. Calderico fue herido en batalla y por esto llamado cavaliere aureato y conde palatino, confirmado en todas sus posesiones y privilegios ya gozados por sus antepasados. Le fue concedida en aquella ocasión adoptar para la familia el escudo del águila imperial negra sobre campo rojo y no roja sobre campo de plata, que permaneció, sin embargo, para una rama colateral de la familia.
El águila de los Caldogno constituye aún hoy el escudo del municipio.

## Lugares de interés
El monumento principal de Caldogno es la Villa Caldogno, una villa paladiana que está inscrita en la lista del Patrimonio de la Humanidad de la Unesco.

## Lugareños
Es el lugar de nacimiento del futbolista Roberto Baggio.

## Evolución demográfica
| Gráfica de evolución demográfica de Caldogno entre 1861 y 2001 |
|                                                                |
| Fuente ISTAT - elaboración gráfica de Wikipedia                |

## Otros proyectos
- Wikimedia Commons alberga una categoría multimedia sobre Caldogno.

- Datos: Q48011
- Multimedia: Caldogno / Q48011